# Go! (Common)
Go! è un singolo del rapper statunitense Common, pubblicato il 14 giugno 2005 come terzo estratto dal sesto album in studio Be.
Prodotto da Kanye West, il singolo contiene parti vocali eseguite da John Mayer. percussioni di Num Amuntehu, e scratch eseguiti da A-Trak. La base del pezzo contiene un campione estratto da Old Smokey di Linda Lewis. Il testo tratta di fantasie sessuali.
Dopo uscita del singoli vennero pubblicati anche due remix del pezzo, insieme alla cantante tedesca Joy Denalane: un remix fu prodotto dallo stesso Kanye West, mentre il secondo vide la collaborazione con Jazzanova.

## Creazione
Common, Kanye West e John Mayer trovarono l'ispirazione per comporre il pezzo nel film del 2004 Ray. Kanye lavorò sui suoni da dare alla canzone, mentre l'idea dell'argomento da trattare fu di Mayer. Nonostante l'iniziale ritrosia di Common a lasciarsi ispirare da un artista non direttamente legato alla sfera hip hop, l'artista scrisse i versi del pezzo, che fu poi registrato tra i Sony Studios di New York City e gli Encore Studios di Burbank, California.

## Critica
"Go" è stato il singolo di maggior successo commerciale estratto da Be ed ha ottenuto il 79º posto nella Billboard Hot 100, oltre ad essere entrato nella Hot R&B/Hip-Hop Singles & Tracks e nella Hot Rap Tracks. I critici attribuirono il successo del pezzo al beat e all'argomento trattato. Spence D. di IGN scrisse: 

## Video musicale
Il video musicale del pezzo fu curato anch'esso da Kanye West e prodotto da MK12 e Convert. Il contenuto del film sostanzialmente ruota attorno all'idea di Common in un momento di relax, avvolto da un ambiente in continua metaformosi, giocato su poche tonalità di colori, prevalentemente beige e marrone. Su questo sfondo prendono vite le fantasie di cui il brano parla. All'interno del video è molto frequente l'uso di didascalie.

## Tracce

### "Go"/"Chi-City "

#### Lato A
1. Go (LP Version) – 3:44
2. Go (Instrumental) – 3:44
3. Go (Radio Edit) – 3:44
4. Go (Accapella) – 3:44

#### Lato B
1. Chi-City (LP Version) – 3:27
2. Chi-City (Instrumental) – 3:27
3. Chi-City (Radio Edit) – 3:27
4. Chi-City (Accapella) – 3:27

### "Go! (Jazzanova Remix)"

#### Lato A
1. Go! (Jazzanova Remix Main) – 4:08
2. Go! (Jazzanova Remix Clean) – 4:07

#### Lato B
1. Go! (Original Remix) – 3:43
2. Go! (Jazzanova Remix Instrumental) – 4:07

### "Go! (Remix)"/"The Corner (Remix)"

#### Lato A
1. Go! (Remix) – 3:47
2. Go! (Original Version) – 3:45

#### Lato B
1. Go! (Instrumental) – 3:44
2. The Corner (Remix) – 4:10

## Classifiche
| Classifica (2005)                    | Posizione |
| ------------------------------------ | --------- |
| U.S. Billboard Hot 100               | 79        |
| U.S. Billboard Hot R&B/Hip-Hop Songs | 31        |
| U.S. Billboard Hot Rap Tracks        | 21        |
| Official Singles Chart               | 79        |